# ニコニコ生放送
ニコニコ生放送（ニコニコなまほうそう、英：niconico Live、略称：ニコ生）は、ドワンゴが提供するニコニコのライブストリーミングサービスである。サービス名に生放送とあるが、これは放送法に基づく放送ではなく、インターネット配信を示す。

## 沿革
- 2007年
  - 12月21日 - ニコニコ生放送の負荷テストを実施[1]。
  - 12月25日 - ニコニコ生放送、初の番組「生対談!!ひろゆきと戀塚のニコニコを作った人」を配信[2]
- 2008年
  - 1月16日 - クイズと将棋対局によるテスト放送を実施[3]。
  - 2月18日 - ニコニコ生放送のテスト放送「ニコニコ大喜利」を配信[4]
  - 2月22日 - JAM Projectのメンバー出演による生放送番組「ニコニコ市場 インストアイベント」を配信[5]
  - 3月4日 - 「ニコニコ動画（SP1）発表会」を秋葉原UDXから生中継
  - 3月17日 - 「ペンギン娘♥はぁと製作発表会」を配信[6]
  - 4月29日 - 笑いの祭典「ニコ-1GP 2009決勝戦」の模様をLIVE STAND 09会場から生中継
  - 5月14日 - 鈴木亜美の出演による『ニコニコ市場presents 映画「エクスクロス～魔境伝説～」DVD試写会＆鈴木亜美の生舞台あいさつ！！』を配信[7]
  - 6月1日 - 「ニコニコ大反省会2009～みんなで生運営審判！！～」を配信
  - 7月4日 - 「ニコニコ大会議2008〜日本の夏、ニコニコの夏〜」をJCBホールから生中継
  - 7月28日 - ライブイベント「dwango.jp presents R-Festa2008」を生中継[8]
  - 8月31日 - ライブイベント「Animelo Summer Live 2008 -Challenge-」を生中継[9]
  - 9月30日 - 「ニコニコ小会議2008」を配信[10]。
  - 10月1日 - TVアニメ「あかね色に染まる坂」第1話の先行上映会を開催[11]
  - 10月7日 - 第7回国際ニコニコ映画祭の審査会を配信
  - 10月26日 - 「麻生首相の街頭演説を突撃生放送」と民主党長妻昭衆議院議員出演による「ネット政策討論会」を配信。
  - 12月4日「ニコニコ大会議2008冬～ザ・デイ・ビフォー・明後日～」をJCBホールから生中継
  - 12月12日 - ユーザーが配信を行う「ユーザー生放送」とニコニコチャンネル開設者が配信を行う「チャンネル生放送」を開始[12]。
  - 12月31日 - 今年は年越しエンドロール＆生放送だ「年越し大忘年会～ ゆくニコくるニコ 08/09 ～」を配信
- 2009年
  - 1月23日 - 温室効果ガス観測技術衛星「いぶき」打ち上げを生中継
  - 2月24日 - 桃井はるこの「独占！モコモコ60分」を配信開始
  - 3月14日 - 初のチケット制（有料）生放送「THE CHiRAL NIGHT -meets sweet pool-」を実施
  - 5月25日 - ニコニコ生放送で初の帯番組「とりあえず生中（仮）」を配信開始[13]
  - 6月1日 - ニコニコ動画モバイルが生放送対応
  - 6月7日 - 「ニコニコ動画×ELT 伊藤一朗ソロプロジェクトボーカルオーディション」最終選考会を配信。
  - 7月30日 - 生放送番組「夏だ！祭りだ！コメントだ！ニコニコ動画12時間ぶっ通し生放送」を配信[14]
  - 8月27日 - サポートツール「ニコ生アラート(本家) 」 を配布
  - 8月27日 - 運営による公式生放送の後日談「ニコ生日誌」を開始[15]
  - 9月24日 - Yahoo!動画の提供によりプロ野球特別中継「福岡ソフトバンクホークス対オリックス・バファローズ」を配信[16]
  - 10月5日 - 公式生放送にタイムシフト機能を実装[17]
  - 10月16日 - プロ野球パ・リーグ クライマックスシリーズ「東北楽天ゴールデンイーグルス対福岡ソフトバンクホークス」を生中継[18]
  - 10月28日 - 「ニコニコ動画(9)発表会」を開催[19]
  - 10月29日 - ニコニコ動画で新しく投稿された動画を紹介する生放送番組「世界の新着動画」を配信開始[20]。
  - 10月29日 - ニコニコ動画のプレイヤー上で生放送をお知らせする「ニコ生アラート（プレイヤー）」を開始
  - 11月14日～2010年2月19日 - 「ニコニコ大会議2009-2010 ニコニコ動画（9）全国ツアー」を生中継
  - 12月18日 - 「冬だ!Xmasだ!コメントだ!不安だらけの13時間ぶっ通し生放送」を配信
  - 12月23日 - ユーザー生放送とチャンネル生放送にタイムシフト機能を実装[21]
  - 12月23日 - ユーザー生放送を巡回していく生放送番組「ニコ生クルーズ」開始[21]
  - 12月31日 - 公式番組「ゆくニコ くるニコ」を配信
- 2010年
  - 1月19日 - 「ニコレポ」にTwitter連携機能を追加
  - 2月6日 - 生放送の出演者と直接、携帯電話で話すことができるサービス「ニコニコ電話」を発表[22]
  - 4月5日 - アメリカNASAよりスペースシャトル・ディスカバリーの打ち上げを生中継
  - 4月5日 - ラジオ帯番組「ニコラジ」を配信開始[23]
  - 4月23日 - 行政刷新会議（事業仕分け第二弾）を内閣府行政刷新会議の公認のもと生中継[24]。
  - 5月13日 - 株式会社ドワンゴの第2四半期決算説明会を生中継。
  - 5月14日 - Flash Media Live Encoder等外部エンコーダによる高画質配信に対応。
  - 5月17日 - iPhoneから視聴・配信できるアプリケーション「ニコニコ生放送iPhoneアプリ」リリース[25]。
  - 6月16日 - 国会中継に参入。
  - 6月18日 - 映画「ザ・コーヴ」を日本での劇場公開に先駆けて2000人限定で全編無料放送
  - 7月18日 - 「ニコファーレ」のオープニングイベントを生中継
  - 7月29日 - 携帯メールで生放送をお知らせする「ニコ生アラート（メール）」開始
  - 8月26日 - 「ニコニコ大会議2010夏〜笑顔のチカラ〜」を渋谷C.C.レモンホールから生中継
  - 9月17日 - 映画「×ゲーム」を公開に先駆けて全編無料放送
  - 9月30日 - ユーザー生放送、ニコニ広告に対応
  - 10月11日 - 「人類VSコンピュータ！ 世紀の将棋対局～清水市代女流王将vs.あから2010～」を生中継
  - 10月28日 - 「ニコニコ大会議2010秋〜それはロックか?〜」をSHIBUYA-AXから生中継
  - 11月30日 - コミュニティメンバー限定生放送、ニコニ広告に対応
  - 12月12日 - 踊ってみたの祭典「 ニコニコダンスマスター」をラフォーレミュージアム原宿から生中継
  - 12月15日～2011年2月5日 - 「ニコニコ大会議2010-2011全国ツアー 〜ありがとう100万人〜」を生中継
  - 12月22日～26日 - ニコニコミュージカル「クリスマス・キャロル」公演を生中継
  - 12月27日 - 「ニコニコ本社（原宿）」プレオープンイベントを生中継
- 2011年
  - 1月1日 - 「ニコニコ神社」の生中継を開始
  - 1月2日 - 「ニコニコアニメスペシャル」(一挙放送)を開始
  - 1月8日 - ヤマハ株式会社の「NETDUETTO β」を活用した、生放送中にセッションが出来る「ニコ生セッション♪」リリース[26]。
  - 2月12・13日 - 生主の祭典 「ナマケットこと"ナマケ" 」を開催[27]
  - 3月11～25日 - 東日本大震災発生を受け、NHK総合とフジテレビの公式ネット放送を実施
  - 5月2～5日 - ニコニコ・ザ・ムービー第1弾「動画探偵ぐれいと・すぺしゃるニコニコ連続殺人事件」を配信
  - 5月8日 - 大相撲五月技量審査場所の全取組を生中継。
  - 5月22日 - 「ニコニコ大会議 in 台湾2011」をLegacy Taipeiから生中継
  - 6月19日 - 踊ってみたの祭典 「ニコニコダンスマスター2」をディファ有明から生中継
  - 7月12日 - ネットチケットの情報サイト「ニコニコチケットセンター」をオープン
  - 8月2日 - Android端末向けサイト（スマートフォンブラウザ版）をオープン[28]。
  - 8月26～28日 - 生主の祭典「ナマケット2～ニコ生で一番面白いのは俺だ！～」を開催
  - 9月25日 - 「ニコニ公式キャラバン」の生中継を開始
  - 9月27日 - ショッピング番組「ニコニコショッピング～秋のELECOM祭り～」を配信
  - 10月1日 - ニコニコR18生放送（のちのニコニコアダルト生放送）サービス開始。
  - 10月9日 - TVアニメ「未来日記」を先行配信。
  - 10月15日 - 踊ってみたの祭典「ニコニコダンスマスター3」をニコファーレから生中継
  - 11月23日 - 「ニコニコ映画上映会」をスタート[29]。
  - 12月 - 光iフレーム2向けアプリ「ニコニコ」リリース[30]
  - 12月12日 - 『原点回帰』ニコニコ動画5周年記念新サービス発表会（仮） をニコファーレから生中継
  - 12月17日 - PS Vita専用アプリ「ニコニコ」リリース
  - 12月18日 - 女生主の祭典「ナマケットGirls ～ニコ生で一番イイ女は誰だ～ with 美人天気」を開催
  - 12月25日 - 生主の祭典「ナマケット3 ～生主達よ、集結セヨ～」を開催
  - 12月28日 - 朝鮮中央テレビのネット配信を開始
- 2012年
  - 1月1日～3日 - 「ニコニコのど自慢」の生中継を開始
  - 1月9日 - TVアニメ「アクエリオンEVOL」第1話・第2話をテレビ東京と同時放送[31]。
  - 1月14日 - 「第1回将棋電王戦 米長邦雄永世棋聖 vs ボンクラーズ」を将棋会館から生中継[32]
  - 1月15日 - 「『原点回帰』ニコニコ動画5周年記念新サービス発表会（β）」をニコファーレから生中継
  - 1月24日 - 参議院国会の生中継開始
  - 2月9日 - ニコニコ生放送配信ソフト「Niconico Live Encoder」リリース。
  - 3月6日 - 「『原点回帰』ニコニコ動画5周年記念新サービス発表会（γ）」をニコファーレから生中継
  - 3月6日 - ニコニコ系イベントのポータルサイト「ニベントカレンダー」オープン
  - 4月17日 - 同時放送番組数が5900枠を突破
  - 4月28・29日 - 「ニコニコ超会議2012」を幕張メッセから生中継。
  - 5月1日 - プレミアム会員先行で「ニコニコ生放送：Zero」リリース
  - 5月1日 - ニコニコ動画専門チャンネル「Nsen」の生放送を開始
  - 6月28日 - MMDに対応したARライブ「GUMI誕生祭2012 in ニコファーレ」をニコファーレから生中継[33]
  - 7月14日 - ボカロオンリーライブイベント「Voca Nico Night」をニコファーレから生中継
  - 7月21日 - オンラインゲームイベント「ナマケットGames with LOST SAGA」を開催
  - 7月29日～8月30日 - 「ニコニコ町会議 全国ツアー2012」を生中継
  - 8月18日 - 踊ってみたの祭典「ニコニコダンスマスター4」をディファ有明から生中継
  - 8月25・26日 - ボカロオンリーライブイベント「Voca Nico Night -Live Stage-」 をニコファーレから生中継
  - 10月4日 - ボカロオンリーライブイベント「Voca Nico Night -club stage- Vol.2」をニコファーレから生中継
  - 10月17日 - 「ニコニコ生放送：Q」リリース。
  - 11月18日 - 「ニコニコゲームマスター with 風来のシレンRTA」をニコファーレから生中継
  - 11月21日 - Android向けアプリ「niconico」リリース[34]。
  - 11月28日 - Smart TV Boxアプリ「niconico」リリース[35]
  - 11月29日 - 「ネット党首討論会」をニコファーレから生中継[36]
  - 12月23日 - 「ニコナマケットGirls2 with OLIVE des OLIVE & 美人天気」を開催
  - 12月31日 - TVアニメ「猫物語(黒)」をTOKYO MX・BS11と同時配信
- 2013年
  - 2月2日 - ボカロオンリーライブイベント「Voca Nico Night -Club Stage- Vol.3」をニコファーレから生中継
  - 2月4日 - 「ニコニコゲームマスター with Call of Duty: Black Ops 2」をニコファーレから生中継
  - 2月9日 - 歌ってみたと演奏してみたの祭典「ニコニコミュージックマスター」をディファ有明から生中継
  - 2月23日 - 生主の祭典「ニコナマケット4」を開催
  - 3月21日 - ビエラ・ディーガ向け「niconico」とWii U「ニコニコ」が生放送視聴に対応[37]
  - 3月23日～4月20日 - 第2回将棋電王戦を将棋会館から生中継[38]
  - 4月27日・28日 - 「ニコニコ超会議2」を幕張メッセから生中継
  - 7月14日～11月10日 - 「ニコニコ町会議 全国ツアー2013」を生中継
  - 7月18日 - auスマートパス向けアプリ「ニコニコ生放送プレイヤー for au」リリース
  - 7月18日 - PS Vita専用アプリ「ニコニコ」が生放送配信対応
  - 8月16日 - ボーカロイドの祭典「VocaNicoNight -Club Stage- Vol.4」を新木場StudioCoastから生中継
  - 8月17日 - 歌と演奏の祭典「ニコニコミュージックマスター2」をディファ有明から生中継
  - 8月18日 - 踊ってみたの祭典「ニコニコダンスマスターFINAL」をディファ有明から生中継
  - 8月20日 - ユーザー生放送の祭典「ニコナマケットマスター」をニコファーレから生中継
  - 8月24日 - ゲームの祭典「ニコニコゲームマスター4 X 地球防衛軍4」をニコファーレから生中継
  - 9月20日 - iPhoneアプリの「ニコニコ動画」と「ニコニコ生放送」を統合し、新たに「niconico」アプリとしてバージョンアップ[39]。
  - 10月8日 - 「ニコニコ生放送：GINZA」リリース。
  - 12月2日 - 光BOX+向けアプリ「ニコニコ ～動画・生放送～」リリース[40]
- 2014年
  - 3月2日 - 女性生主の祭典「ニコナマケットGirls3」を開催
  - 3月15日～4月12日 - 第3回将棋電王戦を生中継[41]
  - 4月26日・27日 - 「ニコニコ超会議3」を幕張メッセから生中継
  - 4月30日 - PlayStation 4がニコニコ生放送でのゲーム配信とニコニコ生放送視聴に対応[42][43]
  - 7月19日・20日 - 生放送番組「ニコニコ23時間テレビ」を配信
  - 7月19日～11月1日 - 「ニコニコ町会議 全国ツアー2014」を生中継
  - 10月18日 - ニコニコ本社（池袋P'PARCO）テレビちゃんビジョン点灯式＆特別先行内覧会を生中継
  - 10月18日 - ニコニコ本社の生放送バーカウンターにてネットから配信者へ差し入れができる「あちらのお客様からシステム」を開始[44]
  - 10月25日・26日 - ニコニコ本社（池袋P'PARCO）移転グランドオープンイベント「ニコぶくろ祭」を生中継
  - 10月25日・26日 - 「池袋ハロウィンコスプレフェス2014」を東京都豊島区から生中継
  - 11月9日～2015年3月28日 - ネットと書店が連動したユーザー参加型イベント「ニコニコ書店会議」を生中継
  - 11月17日 - 「Oculus Rift」を活用したVRライブ配信サービスを開始[45]
  - 11月29日 - 「【衆院選2014】ネット党首討論」をニコファーレから生中継[46]
  - 12月5日～7日 - 「ニコニコ国会議 -Japan Internet Culture Festival-」をサンテック・シンガポール国際会議展示場から生中継
- 2015年
  - 1月31日・2月1日 - ゲーム実況とゲーム大会の祭典「闘会議2015」を幕張メッセから生中継
  - 2月8日 - 「電王戦×TOYOTA リアル車将棋」を生中継。
  - 3月14日～4月11日 - 将棋電王戦FINALを生中継[47]
  - 3月28日 - 生主の祭典「ニコナマケット2015」を開催
  - 4月15日 - スマホアプリ用ソフトウェア開発キット「ニコニコスマホSDK」がニコニコ生放送の配信に対応[48]
  - 4月25日・26日 - 「ニコニコ超会議2015」を幕張メッセから生中継
  - 6月20日 - 第1期叡王戦開幕局を生中継
  - 6月25日 - Android TV搭載ソニー液晶テレビブラビア向け「niconico」アプリをリリース[49]
  - 7月18日・19日 - 生放送番組「ニコニコ23.5時間テレビ」を配信
  - 7月18日～11月8日 - 「ニコニコ町会議 全国ツアー2015」を生中継
  - 7月30日 - ニコニコドキュメンタリー第一回「タイズ・ザット・バインド ～ジャパン・アンド・コリア～」エピソード1を配信
  - 10月17日～12月13日 - 第1期叡王戦本選を生中継[50]
  - 10月25日 - 「ニコニコ超パーティー2015」をさいたまスーパーアリーナから生中継
  - 10月28日 - Amazon Fire TV/Amazon Fire TV Stick向け「niconico」アプリをリリース[51]
  - 10月31日・11月1日 - 「池袋ハロウィンコスプレフェス2015」を東京都豊島区から生中継
  - 11月28日 - 電撃文庫×niconicoのメディアミックス番組「多数決ドラマ」を開始
  - 12月18日 - バーチャルリアリティヘッドセット「Gear VR」向けアプリ「niconicoVR」をリリース[52]
- 2016年
  - 1月20日 - 日本電信電話との共同開発でスマートフォン用イベントアプリ「niconico event＋」をリリース[53]
  - 1月30日・31日 - ゲーム実況とゲーム大会の祭典「闘会議2016」 を幕張メッセから生中継
  - 2月27日 - 踊ってみたのお祭り「ニコニコ踊ってみたフェス」をディファ有明から生中継
  - 3月6日 - 「ナマスタ！2016」を開催
  - 4月6日 - 「N高等学校 ネット入学式」の生中継を開始
  - 4月9日～5月22日 - 第1期電王戦を生中継[54]
  - 4月29日・30日 - 「ニコニコ超会議2016」を幕張メッセから生中継
  - 5月18日 - 「ニコニコ競馬チャンネル」を開設し、大井競馬場での競馬レースを生中継[55]
  - 5月25日 - シャープが発売するネットプレーヤー「AQUOSココロビジョンプレーヤー」向けのアプリ「niconico」をリリース[56]
  - 6月19日 - 「【参院選2016】ネット党首討論」をニコファーレから生中継[57]
  - 7月7日 - ニンテンドー3DS「ニコニコ」公式生放送視聴に対応
  - 7月17日～11月13日 - 「ニコニコ町会議 全国ツアー2016」を生中継
  - 8月4日 - 東芝映像ソリューションが販売する液晶テレビ「レグザ」向けのアプリ「niconico」をリリース[58]
  - 8月12日 - 体験型サウンド生放送「LR NICOLIVE」サービス開始[59]。
  - 9月25日～12月11日 - 第2期叡王戦本選を生中継[60]
  - 10月20日 - ニコ生配信アプリ「【配信専用】ニコニコ生放送」（iOS版/Android版）をリリース
  - 10月29日・30日 - 「池袋ハロウィンコスプレフェス2016」を東京都豊島区から生中継
  - 11月3日 -「ニコニコ超パーティー2016」をさいたまスーパーアリーナから生中継
  - 12月17日 - ニコニコ生放送×SCRAP、あなたのコメントで優勝させるクイズ番組 「クイズ！コメントでアンサー」をスタート[61]
- 2017年
  - 2月11日・12日 - ゲーム実況とゲーム大会の祭典「闘会議2017」を幕張メッセから生中継
  - 3月6日 - ニコ生配信アプリ「【配信専用】ニコニコ生放送」が期間限定で（iOS版はアプリ終了まで）一般会員でも配信可能に
  - 4月1日・5月20日 - 第2期電王戦を生中継[62]
  - 4月29日・30日 - 「ニコニコ超会議2017」を幕張メッセから生中継
  - 8月12日～10月21日 - 「ニコニコ町会議 全国ツアー2017」を生中継
  - 8月24日 - 「クリエイター奨励プログラム」がニコニコ生放送に対応[63]。
  - 9月 - 任天堂と任天堂著作物を利用したニコニコ生放送に関する包括許諾契約を締結[64]
  - 10月7日 - 「【衆議院議員選挙2017】 ネット党首討論」をニコファーレから生中継[65]
  - 10月28日・29日 - 「池袋ハロウィンコスプレフェス2017」を東京都豊島区から生中継
  - 11月 - ケーブルプラスSTB向けアプリ「niconico」をリリース
  - 11月3日 - 「ニコニコ超パーティー2017」をさいたまスーパーアリーナから生中継
  - 11月11日 - Android TV対応のシャープ液晶テレビ「AQUOS」向け「niconico」アプリをリリース[66]
  - 11月25日～2018年5月26日 - 第3期叡王戦本選を生中継
  - 11月28日 - 「niconico(く)サービス発表会」をニコファーレから生中継
  - 12月28日 - 「ニコニコ 踊ってみたフェス Powered by Japan Airlines」をJAL羽田格納庫から生中継
- 2018年
  - 1月18日 - CCC AirのAndroid TV端末「Air Stick」向け「niconico」アプリをリリース[67]
  - 1月23日 - ユーザー生放送がHTML5版に移行[68]
  - 2月1日 - Nintendo Switch「niconico」公式生放送視聴に対応
  - 2月10日・11日 - ゲーム実況とゲーム大会の祭典「闘会議2018」を幕張メッセから生中継
  - 4月13日 - VRライブ・コミュニケーションサービス「バーチャルキャスト」サービス開始[69]。
  - 4月28日・29日 - 「ニコニコ超会議2018」を幕張メッセから生中継
  - 6月5日 - 生放送のニコニ広告がリニューアルし、クリエイター奨励プログラムにも対応。
  - 6月8日 - Apple TV向けアプリ「niconico TV」が一部の公式生放送・チャンネル生放送の視聴に対応[70]
  - 6月28日 - 「ニコニコ生放送(く)」リリース
  - 7月8日～10月21日 - 「ニコニコ町会議 全国ツアー2018」を生中継
  - 8月1日 - 新機能「ギフト」に対応したニコニコ生放送の「実験放送」第3弾を開始を開始し、同機能に対応した実験放送用Androidアプリ「nicocas」をリリース[71][72]
  - 8月3日 - Nintendo Switch「niconico」ユーザー生放送視聴に対応
  - 9月25日 - ニコニコ生放送がログイン不要で視聴可能になる[73]
  - 10月1日 - ニコニコ生放送配信ソフト「N Air」正式版をリリース[74]
  - 10月27日・28日 - 「池袋ハロウィンコスプレフェス2018」を東京都豊島区から生中継
  - 11月25日～2019年5月11日 - 第4期叡王戦本選を生中継
  - 11月3日 - 「ニコニコ超パーティー2018」 をさいたまスーパーアリーナから生中継
  - 12月18日 - ニコニコ生放送（実験放送）を通じて多くのユーザーと同時に観察できる人工生命観察プロジェクト「ARTILIFE」を正式リリース[75]
- 2019年
  - 1月26日・27日 - ゲーム実況とゲーム大会の祭典「闘会議2019」を幕張メッセから生中継
  - 2月12日 - nicocasアプリ（iOS版/Android版）が公式生放送番組の視聴に対応[76]
  - 3月7日 - PC版ニコニコ生放送がHTTPSに対応[77]
  - 4月11日 - ユーザー生放送へ「ギフト」機能および「ニコニコ新市場（現 放送ネタ）」機能を追加し、マルチカメラが使用可能となる[78]
  - 4月11日 - 新機能を試験運用する「実験放送」の終了に伴い「nicocas」アプリ（iOS版/Android版）がユーザー生放送が配信対応し一般会員でもアプリからユーザー生放送を配信できるようになった。
  - 4月11日 - 「ニコ生クルーズ」を終了し、実験放送で行っていたユーザー生放送巡回サービス「生放送クルーズ」など様々なタイプのクルーズ番組にリニューアル。
  - 4月27日 - 28日「ニコニコ超会議2019」を幕張メッセから生中継
  - 5月30日 - 公式生放送にギフト・ニコニコ新市場（現 放送ネタ）、ニコニ広告などの機能を追加[79]
  - 6月3日 - チャンネル生放送にギフト機能を追加[80]
  - 6月12日 - ユーザー生放送でユーザー生放送を引用できるようになる
  - 6月12日 - PC版のニコニコ生放送でプレミアム会員限定機能として「追っかけ再生」機能を追加
  - 6月30日 - 「【参院選2019】ネット党首討論」をニコファーレから生中継[81]
  - 7月1日 - 情報番組「ニコニコニュースサテライト」を開始。
  - 7月13日～10月27日 - 「ニコニコ町会議 全国ツアー2019」を生中継
  - 7月25日 - 「nicocas」アプリの名称をニコニコ動画の視聴機能を削除してニコニコ生放送専用アプリ「ニコニコ生放送」アプリに変更[82]
  - 8月29日 - PC版のニコニコ生放送で一般会員でもユーザー生放送を配信できるようになった。
  - 10月26日～2020年 - 第5期叡王戦本選を生中継
  - 10月26日・27日 - 「池袋ハロウィンコスプレフェス2019」を東京都豊島区から生中継
  - 11月2日・3日 - サテライトスタジオ「ハレスタ」のオープニング記念イベントを生中継
- 2020年
  - 2月 - 視聴者参加型賞金山分けクイズ「ニコニコQ LIVE（β）プレテスト」を実施[83][84]
  - 2月23日 - 踊りの祭典「ダンマス ワールド」をEX THEATER ROPPONGIから生中継[85]
  - 3月31日 - Android版ニコニコ生放送アプリにボイスチェンジャー機能を追加[86]
  - 4月12日～19日 - 「ニコニコネット超会議2020」を実施[87]
  - 5月26日 - コミュニケーション機能「エモーション（α版）」をプレミアム会員先行体験リリース[88]
  - 5月26日 - Android版ニコニコ生放送アプリにバーチャルライブ配信機能を追加[89]
  - 6月16日 - niconicoの情報番組「週刊ニコニコインフォ」を開始[90]
  - 6月16日 - 公式番組にて「二次会会場」機能をリリース[91]
  - 7月27日 - AIによる「コメントフィルター」機能をリリース。500人ごとの部屋に区切られていたコメント部屋を統合[92]
  - 8月9日 - 「ニコニコ生放送(Re)」リリース
  - 8月9日～16日 - 「ニコニコネット超会議2020夏」を実施。
  - 10月27日 - ニコニコ生放送（ユーザー生放送）にて、放送者と視聴者をお互いの好きなものでつなげる「好みタグ（現：好きなものリスト）」機能をリリース[93]
  - 12月16日 - 「ニコニコ実況」をニコニコ生放送のサービスとしてリニューアル[94]
- 2021年
  - 4月24日～5月1日 - 「ニコニコネット超会議2021」を実施[95]。
  - 4月24日～25日 - 声優特化型イベント「超声優祭2021 Powered by dwango , Supported by ディズニープラス」を実施[96]。
  - 8月11日 - 設定した公開時間に合わせて自動的にニコニコ生放送で動画が配信される「ライブ公開」機能をリリース[97]
  - 9月13日 - Android版ニコニコ生放送アプリでのプレミアム会員登録がGoogle Play支払いに対応[98]。
  - 12月12日 - 「周刊ニコニコインフォ ありがとうニコニコ15周年！感謝の特大号」の放送内にてドワンゴジェイピーストアをリンク先としたライブコマース（ニコニコ15周年物販）を実施
- 2022年
  - 1月28日（金）～2月13日（日） - 「ニコ生 スター発掘ギフトオーディション」の初回を実施
  - 4月23日～4月30日 - 「ニコニコ超会議2022」をネットと幕張メッセ（29日・30日）にて実施[99]
  - 4月23日～4月30日 - 声優特化型イベント「超声優祭2022 Powered by dwango , Supported by ディズニープラス」を実施
  - 5月30日 - Android版ニコニコ生放送アプリ・iOS版ニコニコ生放送アプリにてプレミアム会員限定機能として出演者にコメントが被らず表示される機能「人物を避けてコメントを描画」を正式リリース
  - 7月27日 - Android版ニコニコ生放送アプリにてバーチャルライブ配信がカスタムキャストのモデル追加に対応
  - 8月5日 - iOS版ニコニコ生放送アプリにてバーチャルライブ配信がカスタムキャストのモデル追加に対応
  - 10月8日～10月16日 - 「ミュージック超会議2022」をネットとさいたまスーパーアリーナ（15日・16日）にて実施[100]
  - 12月26日 -「ニコニコ生放送アワード2022」が発表
- 2023年
  - 4月22日～4月30日 - 「ニコニコ超会議2023」をネットと幕張メッセ（29日・30日）にて実施
  - 4月22日～4月28日 - 声優特化型イベント「超声優祭2023 Powered by dwango , Supported by ディズニープラス」を実施
  - 12月30日 -「ニコニコ生放送アワード2023」が発表
- 2024年
  - 4月22日～4月28日 - 「ニコニコ超会議2024」をネットと幕張メッセ（27日・28日）にて実施[101]
  - 4月22日～4月28日 - 声優特化型イベント「超声優祭2024 Powered by dwango , Supported by ディズニープラス」を実施[102]
  - 6月8日〜8月5日 - 大規模なサイバー攻撃を受け、ニコニコ生放送を含むニコニコサービス全体が利用不能となり[103]、7月末まで予定されていた公式生放送番組・チャンネル生放送番組が中止または延期となる[104]
  - 6月19日 - 「ニコニコ生放送（Re:仮）」リリース[105]、ニコニコ各種サービス復旧まで提供
  - 7月12日 - 「【有料放送】ニコニコ生放送（Re:仮）」をリリース[106]、ニコニコ各種サービス復旧後にニコニコ生放送が公式有料番組に対応するまで提供
  - 8月5日 - ニコニコ生放送を含むニコニコ各種サービスが再開され、ニコニコ生放送は公式生放送とコメント投稿機能、ユーザー生放送のみをPC版でサービス再開[107][108]
  - 8月6日 - ニコニコ生放送をiOSアプリでもサービス再開[109]
  - 8月7日 - ニコニコ生放送をAndroidアプリでもサービス再開[110]
  - 8月22日 - ニコニコチャンネルのサービス再開により、チャンネル生放送が再開[111]
  - 8月27日 - 6月8日以前に配信されたユーザー生放送のタイムシフト機能が映像・音声のみ視聴可能となる[112]
  - 9月11日 - 6月8日以前に配信された公式生放送番組のタイムシフト機能が一部番組を除きコメントを含めて復旧[113]
  - 10月16日 - ユーザー生放送へ「サムネイル設定」機能を追加[114]
  - 11月18日 - ユーザー生放送へ「合い言葉付き限定公開番組」機能を追加[115]
  - 11月25日 - フォロワーのみがコメントすることができる「フォロワー限定コメントモード」をリリース[116]
  - 11月28日 - PC版のメニューをサイドメニュー方式に変更[117]

## 機能
ニコニコ生放送は、
- niconicoが公式にサポート付きで配信する「公式生放送」
- ニコニコチャンネルを運営する団体または個人が配信する「チャンネル生放送」
- 一般ユーザーが配信する「ユーザー生放送」
  - 配信の通知は、フォローしたユーザーでそれぞれ行われる。また、配信者をフォローしている人や、SMS認証済みの視聴者のみコメントを受け付ける設定も可能。かつてはニコニコミュニティをフォローしていた場合はフォローしていないユーザーの配信でも通知されていたが、ニコニコミュニティのサービス終了により、その機能での通知は廃止された。

に分けられている。
チャンネルおよびユーザー生放送は30分毎の枠に区分けされており、放送終了1分前を除き延長を行うことで1回ごとに30分の連続配信が可能（一般会員のユーザー生放送はユーザーレベル（一般会員・プレミアム会員でのフォロー経験値の総計）を一定以上まで満たすことで段階的に延長時間を解禁）。チャンネル生放送は最大24時間、ユーザー生放送はプレミアム会員で最大12時間および24時間（ユーザーレベル40以上）、一般会員はユーザーレベル18から段階的に4、5、6、12時間まで延長できる。それ以上の配信は、配信枠の取り直しや予約が必要になる。また、あらかじめ配信を予定するページ枠を設置することもできる（一般会員含むタイムシフトの事前予約が可能、開始時間設定は5分刻みで可能、
その上でさらに細かい配信形態に分かれている。
- チケットを購入することで全編を視聴することができる有料配信（ペイパービュー）、公式・チャンネル（チャンネル会員はチケット購入済みとみなす場合もある）。
  - うち一部をチケット未購入者でも閲覧できるチラ見せ配信が行われることがある。
  - チケットではなくシリアルキーを入力する場合もある。
- プレミアム会員のみが一部シーンを視聴できる、プレミアム会員限定視聴時間（公式）
- ニコニコチャンネル会員のみが視聴できる、ニコニコチャンネル会員限定配信（チャンネル）
- 配信者があらかじめ掲載した配信ページURLと合言葉の両方を知っているユーザーのみ閲覧できる「合言葉付き限定公開」(ユーザー)
  - こちらは番組表や検索結果に反映されず、後から全体公開にすることはできない。

以下はかつて提供されていた配信形態。
- 配信ユーザーが所属する「ニコニコミュ」のフォローメンバーのみが視聴できる、コミュニティメンバー限定配信（ユーザー）
  - コミュニティのフォローに際しては、コミュニティ加入が自由なものと、コミュニティオーナーからの申請許可制の選択が可能。

配信するチャンネルおよびユーザーをフォローすることで、番組配信の予約ページ作成や番組配信の開始の通知が受け取れる。配信中の番組および配信予定番組はフォロー中の番組の一覧から確認することも可能。

### 視聴
PC・スマートフォン（インターネットブラウザ他）、スマートフォンアプリ（iOS／Android）、PlayStation 4から視聴することが可能。
ユーザー生放送での番組の同時視聴者数に上限はない。

#### 追っかけ再生機能
生放送中の番組を過去の時点にさかのぼって視聴できる機能（プレミアム会員限定）。仕様はタイムシフト機能に近い。
さかのぼれる時間はどの時間でも可能だが、手入力で追っかけ再生の時間を指定する場合、現放送時間の30秒以内の時間からは直接開始はできない。タイムシフト機能と同様に、追っかけ再生中は再生速度の倍速・減速が可能。コメント入力など一部の機能が制限される。
放送が終了した場合、その時点で追っかけ再生も終了する。

#### タイムシフト機能
生放送終了後でも、タイムシフト視聴を許可している番組限り、タイムシフト公開期間内であれば放送を視聴できる機能。基本的に、生放送終了直後から7日後の23時59分59秒までタイムシフトの公開期間が設けられているが、公式配信者側の設定により期限の自由設定も可能。
一般会員は、番組開始30分前までの事前予約が必要である。ただし、公式生放送のアーカイブ形式や、チャンネル配信の運営者側で一般公開が設定されている場合は、一般会員でも事前予約なしでタイムシフト視聴が可能。プレミアム会員は事前予約なく、生放送終了後に視聴できる。タイムシフトの最大予約数は一般が10番組、プレミアムが100番組まで可能になっている。
公式生放送はタイムシフト機能を利用する「視聴権」が設定されており、下記のいくつかの形式に分かれている。
1. 視聴権を使用した時間を起点に、放送時間分＋24時間を合算した再視聴期限まで再視聴可能[121]。ただし、番組が設定している公開期限を超える延長時間分は切り捨てられる（例として、公開期限の12時間前に視聴権を使用した場合、再試聴期限はその12時間までとなり、残りの12時間と放送時間分は切り捨てられる。2022年2月16日での改修以前は、視聴権使用時点で再視聴期限がタイムシフト公開期間を上回る場合は公開期限を超えて延長されていた）。視聴権は1度しか使用できず、視聴権使用後にタイムシフト予約表から削除すると再視聴期限内でも再予約および再視聴不能になる。予約画面では、視聴権使用後に何時間分まで視聴できるかが表示される。
2. タイムシフト公開期間内であれば何度でも再予約、再視聴が可能。タイムシフト予約画面では「タイムシフト公開中」と表示され、予約一覧では「期限中、何度でも視聴できます」と表記される。視聴権を利用しても期限は上書き延長されない。
3. 一般会員でも事前予約なしでタイムシフト視聴が可能なアーカイブ形式（タイムシフト予約画面を経ず、直接視聴画面になる）。事前に予約した場合は、予約一覧に「いつでも視聴可能になりました」と表記される。公開期間は2に沿う。

1、2に関してタイムシフト期間が設定されていない場合は、それぞれの視聴権利用に沿う処理が行われる。
公式生放送は上記の3ついずれかが設定されている。アニメの配信などでは1.、ニュース関連は3.など、放送内容に応じて設定している。
ユーザー生放送は放送終了日を基準に1週間（ユーザーレベルが40以上の放送者の場合は60日）まで、チャンネル生放送も同様に最長180日（約半年） までのタイムシフト期間が設定される。視聴権の利用は2に沿う。
また、タイムシフトが設定されている場合、配信者側のみ放送の映像及び音声データをダウンロードすることができる(コメントは引き継がない)。
タイムシフト中は再生速度の可変が可能。ただし、アンケート機能・放送ネタなど一部の機能が反映されなくなる。
公式生放送においては、ストリーミング配信時の内容に応じてタイムシフト視聴時の映像差し替えが可能となっており、差し替え作業の間一時的にタイムシフト不能になる場合もある。また、放送後のみの公開を目的として、事前予約のみ不可（放送後にタイムシフト可能）とする場合もある。
チャンネル配信に関しては、チャンネルが閉鎖された場合タイムシフト期限内であっても視聴不能となる。

### コメント機能
コメント表示機能とコメント投稿機能、投稿コメントの色などを設定できるコマンド機能、コメントのNG設定機能、匿名でコメント投稿できる「184（いやよ）コメント」機能（後述） があった。また、放送者用の配信者ブロック機能が別途存在する。
184コメントは@付きのコメントで固定ハンドルネームを付けたり、解除することでユーザーIDを公開（コメント欄の詳細で表示）することもでき、外部ツールのコメントビューアを使用することでユーザー名やアイコンを取得することも可能。2023年8月下旬に「なふだ機能」に置き換えられ、機能をオンにすることで「放送者画面のコメント一覧」に限定してコメント投稿者のユーザー名とアイコンを直接表示することができる。
かつてはNG設定機能でのユーザーIDを利用したNG共有機能が実装されていたが、生放送においては2020年夏にAIによるコメントフィルター機能(配信者側で利用の可否が設定可能)に移管され、廃止されている。
2024年5月末にはなふだを公開しているユーザー、もしくはユーザーIDを放送者が配信中およびニコニコガレージ内で指定して付与する「モデレーター」の機能が追加され、モデレーターは指示の受け取りや配信者ブロックの権限を一部利用できる。また、配信者をフォローして時間がたったユーザーのみがコメント可能な「フォロワー限定コメントモード」や、「SMS認証済みアカウント限定コメントモード」の実装も予定されている。
放送ネタ（後述）の「コメントふせん」を起動させた際は、書き込まれたコメントを付箋形式で画面に貼り付けることが可能。

### エモーション機能
「初見」などの挨拶から「草」などのリアクションまでワンタップ（ワンクリック）で放送者に伝えることができる機能。推し続けることでリアクションを大きくすることができる。チャージ制となっており、リアクションごとに消費し、時間経過で回復（プレミアム会員は早めに回復する）。1番組に利用できるエモーション数には上限がある。
同様に、放送者側も専用のエモーション機能でさまざまな反応を返すことが可能。

### ライブ公開
2021年8月11日に実装。
Youtubeにおけるプレミア公開のように、投稿者がニコニコ動画に投稿する動画をニコニコ生放送で先行公開する機能。設定された動画本編の放送時間前に10分程度のカウントダウンの時間が設けられる。視聴者と投稿者は通常の生放送のようにコメントすることができ、放送ネタでの引用機能と違い、放送中に投稿されたコメントや来場者数はそのまま動画の方にも反映される。また、配信者が投稿した動画ページの上部にライブ公開が行われる旨がアナウンスされる。
生放送でのクリエイター奨励プログラムに登録することも可能。また、説明文には公開した動画へのリンクが設けられる。

### クリエイター奨励プログラム
放送画面下(PC版)にある、奨励プログラムに登録を行うことで、クリエイター奨励プログラムの報酬を受け取ることが可能になる。
PC配信は放送画面の直下の登録リンク、アプリ配信では放送終了後の画面で行える。
原則として、放送終了後24時間以内で受け付ける。
下記のニコニ広告、ギフトも奨励プログラムに加点される。

### ニコニ広告
ユーザーがニコニコポイントや無料チケットを使って好きな生放送を宣伝できるユーザー広告サービス（有償チケットのみ生放送のみクリエイター奨励プログラムに対応）。
生配信主が宣伝を許可していない生配信など制限はあるが、基本的にニコニコアカウント・ニコニコポイントをもっていれば誰でも宣伝できる機能である。

### ギフト
視聴者がニコニコポイントを使って放送者に演出やアイテム、スーパーチャットのような文字付のアイテムを贈ることができるギフティングサービス（いわゆる投げ銭。クリエイター奨励プログラムに対応）。通常の生放送で贈れる「ギフト」と、バーチャルキャスト配信（要連携）で贈れる「Vギフト」がある。
ギフト機能を介して、プレミアムチケットを放送者に送ることも可能。

### 放送ネタ
ゲームやネタを動画プレイヤー下部のカウンターに貼ることができるサービス（放送者および、プレミアム会員または対象のチャンネル会員限定）。
視聴者側の設定でアンケート機能とともに機能のオンオフが可能だが、「モザイク」のような配信画面に介入する加工ツール機能など放送者がツール機能を停止するまでオンオフに関係なく影響するものも存在する。

#### ニコ生ゲーム
ニコニコ生放送上で、放送者と視聴者が遊べるゲーム機能。
公式が制作したゲームの他、RPGアツマールで制作したゲームで遊ぶことも可能。

### アンケート機能
来場者に対して対して最大9択のアンケートを取ることができる機能。ユーザー生放送ではユーザーレベルが10以上になると起動することができる。

### 生放送の配信
PC、スマートフォンアプリ（iOS／Android）、PlayStation 4からユーザー生放送を配信することができる。
PC配信においては、OBSをベースとした配信ツール「N AIR」が提供されている。

#### 自動延長機能
自動延長機能をONにすると、番組が終了5分前になった際に自動的に30分延長できる（プレミアム会員限定）

#### ボイスチェンジャー機能
配信に流れる声質や声の高さを変換できる機能

#### サムネイル機能
2024年10月16日に実装。
番組の予約枠や放送中のサムネイルを自身の好きな画像に設定できる。

#### マルチカメラ配信
PCブラウザでニコニコ生放送を配信中に、スマートフォンでニコニコ生放送アプリを起動すると、スマートフォンをPC配信のサブカメラとして利用することができるようになる機能

#### バーチャルライブ配信
Android版ニコニコ生放送アプリで利用できる3Dデータ投稿サービス「THE SEED ONLINE」と連携することで公開されているアバターを利用して配信できる機能

#### 合い言葉付き限定公開番組
2024年11月18日に実装。
配信者が放送枠を予定する際に設定した合い言葉を利用し､その単語を知っているユーザーのみが放送を視聴できるようになる機能
ユーザー生放送のみに使用できる機能で、放送枠はランキングやフォロー新着一覧､番組検索には表示されない為、URLと合言葉の双方を視聴者へ事前に伝える必要がある。
また非公開の番組扱いになるため、「クルーズ機能」「番組実況機能」「ニコニ広告」「親番組登録」などは利用ができない。

### タグ機能
放送内容に関連したキーワードをタグ（ハッシュタグ）として設定することで、関連した生放送を紐付けられるサービス。1～18文字で入力可能で1番組最大10個まで設定可能。タグの編集設定を許可することで視聴者が任意で追加および削除することも可能。また放送者は、視聴者に編集させたくないタグをロックとタグを編集させるか選択することができる。
また、放送者個人で設定できる「放送者の好みタグ」があり、視聴者の「放送者の好みで探す」一覧からマッチングを行うこともできる。

#### 代表的なタグ
- 一般

一般的な内容の配信（雑談など）他と比べて特に特徴を持ったジャンルというわけではなく、内容や来場者の性格、配信件数が安定しやすいが、その件数のために目を向けられる確率は低め。
- やってみた

楽器の演奏、料理、イラスト・動画制作作業など、趣味やチャレンジを題材にした内容が基本。料理や音楽といった、誰もが1つは興味ある対象である行為を配信する。
- ゲーム

ゲームなどのプレイ実況。基本的にはメーカーによる許可を受けずに無断で配信しているユーザーがほとんどであり、過去にはメーカーが配信者に対して警告する事態も起きている。 中にはこうした行為を歓迎するメーカーもあり一部のゲームでは配信の許可／不許可や配信できる範囲を告知している場合もある。
- 動画紹介

ニコニコ動画内の動画を紹介している番組。
- 顔出し

WEBカメラを使用して配信者が顔を見せる番組。
- 凸待ち

Skype通話などの突撃（「凸」）を利用した番組。
- 生ゲームプレイ中

放送ネタのゲーム機能を主軸とした番組。

### ランキング機能
現在コメントをしている視聴者が多い番組を集計した「生放送中ランキング」、タイムシフト予約数を集計した「番組予約数ランキング」、放送時に多くの視聴者からコメントの付いた番組を曜日ごとに集計した「過去の番組ランキング」がある。

### 番組表
公式放送とチャンネル放送の番組スケジュールを確認できる番組表

### 通報機能
生放送視聴ページのタイトル横にある「…」よりコメント通報、番組通報、タグ通報をすることができる。

## 公式ツール
特記事項のツール・アプリについて記載する。
ニコニコ生放送アプリ
iPhone用とAndroid用があるアプリで、ニコニコ生放送の視聴およびライブ配信（一般会員も可）することができる。ニコニコ動画の視聴にも対応（対応していないものもある）。App StoreとGoogle Playでダウンロード可能。
N Air
「ニコニコ生放送」以外のライブストリーミング配信にも使用できる、Streamlabs OBSをニコニコ生放送向けにカスタマイズしたWindows専用ソフトウェア。NiconicoLiveEncoderの新たなる代わりとして制作された。
2024年3月21日には、AIボイスチェンジャー機能を組み込める「N Airボイスチェンジャー」が実装されている。
N Voice 琴詠ニア
2023年2月7日以降のN Airに付随するコメント読み上げ用エージェントシステム。ドワンゴが開発した音声合成エンジンを使用し、N Airでデフォルトで使用されている読み上げライブラリと切り替えることが可能。キャラクター「琴詠ニア」を表示させ、読み上げに合わせて口パクさせることも可能。
琴詠ニア自体の音声ライブラリは、VOICEVOXへのライブラリ化やN Airのボイスチェンジャー用などにも転用されている。
配信内でコメントビューアーなどのツールが使われていることがあるが、上記以外のツールに関しては運営が直接関与していないものが大多数である。そのツールは一般的に非公式ツールと呼ばれている。非公式ツールを使うのは自己責任ではあるが、製作者が運営による注意等を受けることがない、また運営ミーティングなどの生配信でもその存在についての質問やひろゆきのインタビュー で会社内の立場が仄めかされているとおり、公式にはサイトに害を起こさない限りは認可もしなければ排除もしないという立場をとっている

## 過去の関連施設

### ニコニコ本社
2010年12月から 2019年7月末までドワンゴが運営していたサテライトスタジオとアンテナショップ、カフェを併設した複合施設。ニコニコ動画等の視聴者や動画配信者に好かれており度々動画内で爆破される。
なお、原宿時代にはニワンゴの本社所在地となっていた時期もあったが、ドワンゴの本社機能が同地に置かれているわけではない（2018年8月現在、ドワンゴの本社所在地は銀座・歌舞伎座タワーである）。

#### 原宿時代
ニコニコの新たな情報発信地として原宿に『ニコニコ本社』を設置、ニコニコ生放送のスタジオやショップ、カフェ を中心に、ニコニコ動画ユーザーの交流場所として使われた。1階がサテライトスタジオであり公式生放送の一部がこのスタジオから放送されている。一部の放送は、観覧可能な状態（公開生放送）となっている。また、2・3階や建物の外観には放送を映したモニターが設置された。地下1階が控え室・楽屋等に充てられるが、その部分は観覧不可である。
2010年（平成22年）12月27日にプレオープンし、当日は生放送を利用したイベントも行った。グランドオープンは2011年（平成23年）4月9日。有名な生主によるユーザー生放送を行うサービスも検討され、後に3F「TEA ROOM 2525」ではユーザーが生放送を行うことができるスペース（生放送ブース）が設置された。「TEA ROOM 2525」のブース以外の場所でユーザー生放送を行うことも認められていた。ニコニコ大会議in札幌でのひろゆきの話によれば、12月まで工事が始まっていなかったらしく年内にオープンできるかも微妙な状況だったらしい。
2010年（平成22年）12月31日23時30分からは正月限定企画として『ニコニコ神社』を本社ビル付近に設置し、その模様はリアルタイム生配信された。その後2011年（平成23年）3月23日からは、『ニコニコ神社in沖縄国際映画祭』が沖縄国際映画祭のニコニコブースに設置され、前回同様リアルタイム生配信された。沖縄国際映画祭のニコニコ神社で集まった賽銭はニコニコ募金を通じ東日本大震災被災地支援のために寄付されるとしている。
2012年秋には、愛知県名古屋市中区の東急ハンズANNEX店9Fに『ニコニコ本社出張所in名古屋アネックス』をオープンした。
移転リニューアルのため、2014年1月3日をもって閉店した。建物自体は「神宮前115ビル」の名称で残り、現在は各フロアに店舗等が入居している。

#### 池袋時代
2014年4月28日、パルコが池袋の「P'PARCO」を同年秋に全面リニューアルするのに伴い、新たにニコニコ本社をキーテナントとして誘致することを発表した。2014年10月18日〜24日の特別内覧会を経て、10月25日に移転オープンした。池袋P'PARCOの地下1・2階の2フロアを使用し、地下1階にはニコ生対応のサテライトスタジオ「ニコぶくろスタジオ」、地下2階にはカフェ「nicocafe」、イベントスペース、「ニコニコショップ」が設置されていた。特にメインスタジオの「ニコぶくろスタジオ」は、同ビル正面玄関上の外壁モニタと接続され、放送の模様が随時モニタで流されていた。2018年8月26日、nicocafe内の生放送バーカウンターの営業終了に伴い、ニコニコ本社での「あちらのお客様システム」の利用が終了となった。
2019年7月末をもって営業を終了、ニコニコ本社は約9年の歴史に幕を閉じた。

### ニコファーレ
2011年7月から 2019年7月末まで営業をしていた東京都港区六本木7-14-23ラウンドクロス六本木地下1階に存在したドワンゴが運営していたライブハウス。会場を360度囲んだ高輝度LEDモニターや、リアルタイムで撮影している映像にCGを重ね合わせて合成する機能、イベントをネットで視聴しているニコ生ユーザーのコメントがニコファーレのモニター流れる機能、モニターに蛍光色のコメントを表示させる「サイリウムコメント」など様々なシステムを持った施設だった。主に「ニコニコ超会議の発表会」 や「ネット党首討論」、「Voca Nico Night」などのニコニコ生放送のイベントと「ニュース女子」 などのテレビ番組収録で利用されていた。

### ドワンゴ半蔵門スタジオ
2019年3月まで東京都千代田区麹町2-2-4麹町セントラルビル2階に存在したドワンゴ（旧：ドワンゴコンテンツ）が運営していた収録スタジオ。将棋関連番組 や記者発表会 などニコニコ生放送の番組収録で利用されていた。

### 将棋会館内スタジオ
東京・千駄ヶ谷の将棋会館5階に設けられていたスタジオ。元々は「歩月の間」という対局室だったものを囲碁・将棋チャンネルがスタジオに改装し、それを居抜きで引き継いだもので、主に将棋対局の生中継で解説用に使用されていた。アニメ『りゅうおうのおしごと!』などにも登場している。2020年にドワンゴが叡王戦の主催から撤退した際に廃止された。

### ハレスタ
2019年11月1日から2023年4月30日までドワンゴが運営していた東京建物 Brillia HALL内のサテライトスタジオ。2019年に運営を終了したニコニコ本社、ニコファーレの後続施設。施設自体には大型LEDディスプレイがいくつか設定されており、野外での映像中継やイベントにも対応していた。大型LEDディスプレイの「ハレザビジョン」について2023年5月1日にLED TOKYO株式会社が継承した。

## 番組

### 報道・情報
- ニコニコニュース実況
- 月刊ニコニコインフォ（2022-）
- 踊ってみた THE NEXT WORLD[157]

### 政治
- 国会中継
  - 2010年5月21日の衆議院総務委員会（放送法改正案審議）より配信開始。
  - 本会議・予算委員会・決算委員会に加え、NHKが通常取り扱わない常任委員会も全て配信し、公職選挙法等の関係上、タイムシフトも無期限で残している。
- 内閣総理大臣 記者会見
- 首相官邸 記者会見
- 官房長官 定例記者会見
- 東京都知事 定例記者会見

### 記者会見
- 東京電力 記者会見
- 気象庁 記者会見
- 日本外国特派員協会主催の記者会見

### 海外テレビ番組
- 中国版・紅白歌合戦 13億人と共に見よう“春節聯歓晩会”[158]
- 全国人民代表大会 (提供:株式会社ムーランプロモーション)

### 公営競技

#### 競馬
- 競馬実況（地方競馬各主催団体公式配信）
  - ばんえい競馬
  - 浦和競馬
  - 船橋競馬
  - 大井競馬
  - 川崎競馬
  - 笠松競馬
  - 名古屋競馬
  - 園田競馬
  - 高知競馬
  - 佐賀競馬
- リアルダービースタリオン（馬房定点カメラによる生中継）[159]
  - 今日のファニーフラッシュ
  - 今日のシュシュブリーズ

#### 競輪
- 久留米競輪場（熊本競輪場代替開催分）
- 武雄競輪場
- 広島競輪場
- 豊橋競輪場
- 伊東温泉競輪場
- 名古屋競輪場
- 和歌山競輪場
- 小田原競輪場
- 別府競輪場
- 岐阜競輪場
- 青森競輪場
- 小倉競輪場
- 四日市競輪場
- 弥彦競輪場
- 松山競輪場
- いわき平競輪場
- 川崎競輪場
- 京都向日町競輪場
- 富山競輪場
- 宇都宮競輪場
- 静岡競輪場
- 佐世保競輪場
- 大垣競輪場
- 小松島競輪場
- 松阪競輪場
- 西武園競輪場

#### 競艇
- 無料配信
  - 平和島競艇場（MC：こんせいそん）
  - 唐津競艇場（MC：渡辺裕介）
- 有料配信
  - JLCチャンネル

### ゲーム番組
- 月刊 あんさんぶるスタジオ（提供：ハピエレチャンネル）
- プレバンラボ（提供：BANDAI SPIRITS）

### アニメ関連
- アニメ上映会（基本的に今期のアニメ、再配信など含む）
- ニコニコアニメスペシャル(一挙放送) - 過去テレビで放送していたアニメの一挙放送が行われている。
- 僕たちは新作アニメのプロモーション映像を3時間かけて一気観したらどのくらいつづきをみたくなるのだろうか？ (提供:0話切り撲滅委員会)

### 音楽番組
- 月刊ゴールデンボンバー
- 乃木坂46がMCのアイドル番組「生のアイドルが好き」
- animelo weekend in ハレスタ（2022-）
- はろー！にゅ～みゅーじっく！（2022-）

### スポーツ
- プロ野球ホームゲーム中継：横浜DeNAベイスターズ戦（2012年 - ） 日本国内限定配信
- ツール・ド・フランス中継（2012年 - ）第1ステージのみ配信、レース状況によっては、ほかのステージも配信される

### その他
- ニコニコ将棋
  - 自社主催棋戦（第5期まで）として叡王戦を有していたほか、将棋電王戦なども主催していた。ただしタイトル戦の番勝負については、2020年の叡王戦を最後に中継から撤退しており、以後はイベントなどのみの中継となる。
  - この番組ではどちらの棋士が優勢なのかを分かりやすくするためにAIによる形勢判断を導入したのが特徴的である。この表示は他の囲碁・将棋番組にも大きな影響を与え、ABEMAや囲碁・将棋チャンネル、NHK（日本放送協会）でも同様のシステムが導入された[160]。
- ニコニコ将棋道場
  - 師範役のプロ棋士1名と聞き手役の女流棋士1名による将棋講座。番組後半では「道場破り」と称してプロ棋士1名が師範に早指し対局で挑み、勝利した棋士が次回放送の師範役を務める。2021年3月開始。
- JAXA関連番組 (提供:宇宙航空研究開発機構)
- テレビ実況（チャット放送）
  - プロ野球・サッカーなどのスポーツ中継や、金曜ロードSHOW!など映画番組のテレビ放送を、出演者がスタジオで視聴しながら実況・解説を行う。
  - ニコニコスポーツチャンネルでの公式放送を除き、放送局が著作権を持つ映像の無断放映ができないため、スポーツ中継の画面は無く、実況者は自身のテレビで見る必要がある。

### ニコ生クルーズ
ユーザー生放送機能を使用
- 生放送クルーズ：ユーザー生放送番組をランダムに巡回する番組
- VOCALOID Nsen：ニコニコ動画のVOCALOIDカテゴリの中から、動画リクエストに答えて放送していく番組
- 東方 Nsen：ニコニコ動画の東方カテゴリの中から動画リクエストに答えて放送していく番組
- 【公式】無料アニメ動画紹介：ニコニコチャンネルで配信している無料アニメ動画を紹介する番組
- 【公式】オススメボカロ楽曲紹介：U&R records
- 公式：プレミアム限定動画紹介1
- GoToニコ旅
- ABEMAニコ生クルーズ

### 終了した番組

#### レギュラー番組（帯番組）
- とりあえず生中（2009年 - 2010年）
- ニコラジ（2010年 - 2017年）：ニコニコ本社で公開中継されていたラジオ番組
- 夕刊ニコニコニュース（2012年）

#### レギュラー番組（毎週・隔週・毎月）
- 桃井はるこの「独占！モコモコ60分」（2009年 - 2012年）
- Acid Black Cherryのyasuの部屋へおいでやす（2009年）
- 童子-TのWhat's Up Nico Men！（2009年 - 2010年）
- ナイトウェアでナイトメア（2009年 - 2010年）
- ホリエモンの満漢全席（2009年 - 2013年）
- 松岡充の世の中ヲタしい事だらけ!（2009年 - 2019年）
- Alice9ちゃんねる（2009年 - 2014年）
- おくたま！（2009年 - 2010年）：奥井雅美のたまに金曜日やってますの略
- 大石里沙の「ニコFITヨガ」（2009年 - 2010年）
- TOM TIME!!（2009年 - 2011年）
- ニコ厨井戸端会議（2010年）
- Break Point!（2010年）
  - ミュージックボンバー（2010年 - 2012年）

- DAIGO P（2010年 - 2019年）
- ラップスター咲（2010年 - 2011年）
- MEN’S KNUCKLE × ニコニコ動画 読モオーディション（2010年）
- Men's Knuckle カズアキの目指せ 1000人斬り！（2010年 - 2011年）：囲碁番組
- メンナクTV～伊達ワルのススメ～（2010年 - 2011年）
- HIP HOP ハイスクール（2010年 - 2011年）
- 爆烈!ナイトメア（2010年 - 2016年）
- アニサマ Girls Night（2010年）
- アニサマSTATION（2010年）
- ゲームのじかん（2010年 - 2012年）
- 月刊 加護 SPA！（2010年）
- ゴシップ・オン・ザ・ EDGE STYLE（2010年 - 2011年）
- Check the VOX（2010年 - 2011年）
- 梶裕貴がお送りする 大和彼氏 THE RADIO（2010年 - 2011年）
- 森田成一のADULT.EX〜大人の経験値〜（2010年 - 2012年）
- 亜樹直と夏野剛のニコニコワイン講座（2010年 - 2016年）
- 部屋とパジャマとLISP（2010年 - 2011年）
- 千原せいじとイトキンの凸待ち（怒）（2010年 - 2011年）
- イジリー岡田・ホリのナタデウォッシュナイト（2010年 - 2011年）
- エバンジェリスト夏野剛 土曜会議室（文化放送とのサイマル生配信）（2010年 - 2011年）
- 電波研究社（2010年 - 2012年）：10月をもって終了したとりあえず生中の木曜日が独立して始まった番組
  - 電波諜報局（2013年 - 2016年）
  - 電波ラボラトリー（2016年 - 2018年）

- 明日キレイになれるでショー（2010年 - 2011年）
- 次長課長・井上と野性爆弾・川島の『ART FACTORY』（2010年 - 2011年）
- 現役女子高生KERA・Zipperモデル★きゃりー★とニコニコ電話→ きゃりーのウェイウェイNICOちゃんねる（2010年 - 2011年）
- 声優ニコ電ラジオ（2010年 - 2011年）
- 鳥海浩輔・安元洋貴 今夜は眠らせない…禁断生ラジオ（2010年 - 2020年）：公式放送での提供は終了。チャンネル放送は継続
- SKE48の私立SPA!学園（2011年 - 2012年）
- ニコニコ大喜利（2011年）
- ドリームクリエイター（2011年 - 2013年）：テレビ東京で放送されている番組の収録風景をノーカット配信している。
- SHU-IのRoom Party!!（2011年 - 2013年）
- 角谷浩一と松嶋初音のニュースバックヤード（2011年 - 2012年）
- ニコニコエースで味なマネ→トータルテンボス大村のコミックおぉぉぎり（2011年 - 2013年）
- 西川貴教のイエノミ!!（2011年 - 2017年）
  - 西川学園高等学校、略してN高！（2017年 - 2019年）

- 電人☆ゲッチャ!（2013年 - 2019年）
- ロック兄弟（2013年 - 2019年）
- ときめき☆びじゅナイト（2013年 - 2015年）
  - ニコびじゅ（2015年 - 2019年）

- ファミ通ゲーマーズDX（2013年 - 2020年）
- ニコニコネット調査（2014年 - 2019年）
- ニコなつめ！（2014年 - 2019年）
- だんぜん!!LIVE（2015年 - 2019年）
- 吉田尚記 dスタジオ supported by docomo（2015年 - 2019年）
- ROOT FIVE 魂（2016年 - 2019年）
- オーイシ×加藤のニコ生☆音楽王（2017年 - 2018年）
- 「けものフレンズ」presentsどうぶつ図鑑（2017年 - 2018年）
- おたっきぃ佐々木と天海由梨奈の やっぱ、アニメでしょう（2017年 - 2019年）
- 黒羽麻璃央の僕ん家おいでよ（2018年 - 2019年）
- 渡辺美優紀のMilky FM （仮）→渡辺美優紀の今夜も大漁（2018年 - 2019年）
- AKIRA×深澤翠の奇跡調査団（2018年 - 2019年）
- アニュータ Presents 高槻かなこ 芹澤優のパーティー！パーティー！パーティー（2018年 - 2019年）
- ゲーマーの履歴書（2019年 - 2020年）
- 週刊ニコニコインフォ（2020年 - 2022年）
- Nカフェ!!! 南條愛乃と語るモア（2021年）
- こちら推されたいVなのですが、育ててもらっていいですか？（2021年 - 2022年）
- あつまれ！ばーちゃる！（2022年 - 2024年）

#### 不定期番組
- ニコニコ市場 インストアイベント（2008年 - 2009年）
- ニワンゴ＋247Music ニコ生☆生うたオーディション～注文の多い音楽祭～（2009年 - 2010年）
  - 生うたオーディション 2nd Season（2010年 - 2011年）
- 小室みつ子のGet Wild （2010年 - 2011年）
- ココデキ！ニュース（2010年）
- ニコニコ厨会議（2011年 - 2012年）
- ニコニコショッピング[167][168]（2011年 - 2012年）
- 田原総一朗 談論爆発！（2011年 - 2012年）
- THE JASRAC SHOW!（提供：日本音楽著作権協会）（2013年 - 2021年）
- 原由実の○○放送局 大盛（2016年 - 2020年）
- 伊万里有はBARにいる（2018年 - 2019年）
- Ｎアニメ運営生放送（2018年 - 2020年）
- マックスむらいのゲームやろうぜｗｗｗ （2019年 - 2020年）
- ニコニコゲーム運営生放送「なかきた」（2020年）

#### 海外テレビ番組
- ロシアの正月歌番組 "青い灯"[169]
- 朝鮮中央テレビ（2021年3月末で終了）

#### オンライン試写会
公開前の映画の全編映像などを公開している配信。配信頻度は不定期である。
権利の関係からタイムシフトなし人数限定での配信がしばしば行われる。
- ザ・コーヴ（2000人限定）[170]
- ×ゲーム（人数制限なし）[171]
- KG カラテガール（2000人限定）
- 生き残るための3つの取引（2000人限定）[172]
- 動画探偵ぐれいと・すぺしゃるニコニコ連続殺人事件[173]
- men’s egg Drummers－メンズエッグ・ドラマーズ―（5000人限定）[174]
- 行け!男子高校演劇部（5000人限定）[175]
- 七つまでは神のうち（3000人限定）[176]
- ラビット・ホラー3D（3000人限定）[177]
- ホワイト（1000人限定）[178]
- サラリーマンNEO 劇場版（笑）（2000人限定）[179]
- キリン POINT OF NO RETURN！（2000人限定）[180]
- サニー 永遠の仲間たち（2000人限定）[181]
- 農家の嫁 三十五歳、スカートの風（2000人限定）[182]
- ラ・ワン（3000人限定）[183]
- Z108地区～ゾンビ包囲網～（有料）
- ハロー！純一（小学生以下限定）[184]
- でーれーガールズ（5000人限定）[185]
- コープスパーティー（有料）[186]
- ホテルコパン（1000人限定）
- シマウマ（1000人限定）
- バグダッド・スキャンダル（人数限定）
- ナディアの誓い - On Her Shoulders（1000人限定）

#### スポーツ中継
- プロ野球ホームゲーム中継：福岡ソフトバンクホークス戦（2012年 - 2014年）・オリックス・バファローズ戦（2014年）・東北楽天ゴールデンイーグルス戦（2009年 - 2018年）
  - ファーム戦ホームゲーム中継（2016年のみ）：横浜DeNAベイスターズ戦・阪神タイガース戦・千葉ロッテマリーンズ戦・福岡ソフトバンクホークス戦 日本国内限定配信
- Vリーグプレミアリーグ（2014・2015年度）
- FC琉球戦（2011年）
- 大相撲中継（2011年5月技量審査場所）
- 19時女子プロレス（アイスリボン、現在はニコニコチャンネル内「アイスリボンch.」に移行）
- 元気ですか!! 大晦日!! 2011
- ONE Fighting Championship
- UFC

#### 動物中継
- アフリカ・サバンナ野生動物ツアー 生中継 (ワイルドアースのサファリライブ)（2018年 - 2019年）

#### その他番組
- みんなで見よう FX為替チャート（2016年 - 2019年）
- みんなで見よう 東証注目株価『30選』チャート生放送（2017年 - 2019年）

#### 世界の新着動画
これは厳密には生配信（ストリーミング）ではないが、ニコニコ生放送に搭載された動画再生やアンケートのコマンド（コメント）によって、機能を生放送プレイヤーが動画を再生し、アンケート適宜挿入することで視聴できる。略称はセカチャク。配信時間は19時から翌2時30分まで各カテゴリ1時間の配信枠を使っている。ただし、R-18のみ30分間の配信枠となっている。ニコニコ動画に投稿される動画で注目されず埋もれて行く作品を少なくしようと企画された。新着動画をカテゴリ毎にランダムに抽出し再生して行く。この配信もクルーズと同様に延長アンケートがある。過去1週間分はタイムシフト機能で閲覧可能（一般会員もタイムシフトできる）。
ごく稀にイベント（特集）として、日に一枠程度、下記ジャンルを別のジャンル（別の選考基準による世界の新着動画）に変更することがある。これまでに行われた特別番組は、「新国際ニコニコ映画祭 作品上映会」「(RC)時代の世界の新着動画」「(γ)時代の世界の新着動画」「「ニコニ広告」記念放送」「世界の怖い動画」など全10番組ある。
2010年（平成22年）3月28日からは毎週日曜17時から19時まで、毎週日曜から土曜の1週間に紹介された世界の新着動画の中で、アンケートの結果で最後まで再生された動画を紹介する「週刊世界の完走動画」がスタートした。
- 【世界の新着動画】教養・生活（2009年 - 2011年）
- 【世界の新着動画】政治（2009年 - 2017年）
- 【世界の新着動画】やってみた（2009年 - 2011年）
- 【世界の新着動画】エンタ・音楽・スポ（2009年 - 2011年）
- 【世界の新着動画】アニメ・ゲーム・絵（2009年 - 2017年）
- 【世界の新着動画】アイマス・東方・ボカロ（2009年 - 2010年）
- 【世界の新着動画】R-18（2009年 - 2017年）
- 【世界の新着動画】「ニコニ広告」（2010年 - 2017年）
- 【世界の新着動画】エンタメ・音楽（2011年 - 2017年）
- 【世界の新着動画】科学・技術（2011年 - 2017年）
- 【世界の新着動画】生活・一般・スポ（2011年 - 2017年）
- 【世界の新着動画】その他（2011年 - 2017年）
- 【世界の新着動画】週刊世界の完走動画（2017年）

#### Nsen
ニコニコ動画:zeroにバージョンアップしたと同時に始められたサービス。2017年5月17日にサービス終了。
ニコニコ動画に投稿された動画の中で、特定ジャンルのものをプレミア会員と自動によるリクエストという形で、24時間紹介配信するというもの。配信される動画は低画質モードでエンコードされたものになる。対象となるものは「VOCALOID(ch01)」「東方(ch02)」「ニコニコインディーズ(ch03)」「歌ってみた(ch04)」「演奏してみた(ch05)」「PV(ch06)」。
それ以外に1週間以内に投稿された上記チャンネルに該当しないものを中心にジャンルを問わない「オールジャンル(ch00)」、蛍の光が流れる「蛍の光(ch99)」、夏季限定としてオールジャンルの代わりに恐怖怪談を中心にした「ホラー(ch13)」などがある（「ホラー(ch13)」は「オールジャンル(ch00)」を間借りする形で開始されたため、現在は視聴できない）。
配信される動画についてはマイリスト登録や「good」、「スキップリクエスト」が送れるようになっている。
- Nsen - VOCALOIDチャンネル -
- Nsen - 東方チャンネル -
- Nsen - ニコニコインディーズチャンネル -
- Nsen - 歌ってみたチャンネル -
- Nsen - 演奏してみたチャンネル -
- Nsen - PVチャンネル -
- Nsen - 蛍の光チャンネル -
- Nsen - オールジャンルチャンネル -

### ニコニコアダルト生放送
運営が公式公認しているR-18公式生配信ページ。2011年10月にニコニコ生放送R18として開始されニコニコアダルト生放送への名称変更を経て2015年6月30日に終了。
番組内容はMOODYZ（DMM）、マドンナ、パラダイステレビ、TMA、SMM、XCITY、桃太郎の提供によるオリジナル番組とピンクパイナップルによるアニメ上映会が配信されていた。公式なので上半身のみの露出は許容されている。
2019年7月からみんなのおもちゃREBOOTとして再開。
- みんなのおもちゃ（2011年10月[191]～2015年6月）
- みんなのおもちゃ REBOOT[190]（2019年7月～）
- ムームーTV（2011年10月[192]～2015年5月）